# رابرت رایس رینولدز
رابرت رایس رینولدز (به انگلیسی: Robert Rice Reynolds) سناتور سابق عضو حزب دموکرات ایالات متحده آمریکا بود. وی در سال ۱۹۳۲ تا ۱۹۴۵ میلادی سناتور ایالت کارولینای شمالی در سنای ایالات متحده آمریکا بود.